# باول فنتون
باول فنتون (بالإنجليزية: Paul Fenton)‏ هو لاعب هوكي الجليد أمريكي، ولد في 22 ديسمبر 1959 في سبرينغفيلد في الولايات المتحدة.

## وصلات خارجية
- باول فنتون على موقع دوري الهوكي الوطني (الإنجليزية)
- باول فنتون على موقع EliteProspects.com (الإنجليزية)
- باول فنتون على موقع Eurohockey.com (الإنجليزية)
- باول فنتون على موقع HockeyDB.com (الإنجليزية)
- باول فنتون على موقع Hockey-Reference.com (الإنجليزية)